# Château de la Villouyère
Le château de la Villouyère est un édifice de la commune de Vignoc, dans le département d’Ille-et-Vilaine en région Bretagne.

## Localisation
Il se trouve au centre du département et au sud-est du bourg de Vignoc.

## Historique
Le château date du XVIIIe siècle.
Il est inscrit au titre des monuments historiques depuis le 27 août 1997.